# Сергіївка (Дніпровський район)
Се́ргіївка — село в Україні, у Солонянській селищній громаді Дніпровського району Дніпропетровської області. Населення — 103 особи (2021). 

## Географія
Село Сергіївка розташоване за 1,5 км від правого берега річки Суха Сура, на відстані 1 км від села Широке. Селом тече пересихаюча Балка Скотовата із загатою.

## Історія
Село засноване наприкінці XVIII — початку XIX століття. Граф П. О. Рум'янцев-Задунайський отримав ці землі у процесі роздачі Запорізьких вольностей, які у 1796 році успадкував Сергій Петрович Рум'янцев[ru]. Тож ймовірно це й є той самий пан Сергій, якого досі згадують селяни як засновника Сергіївки. Потім село перейшло до Григорія Петровича Милорадовича і у спадок до Лева Милорадовича.
Саме Милорадовичі привезли ймовірно з Халявина та Стовпівки Чернігівської губернії переселенців до Сергіївки, які носили такі прізвища — Поплавський, Заруденський, Мішук, Буштрук, Корж, Богдан, Стовповський. Приблизна карта місць, з яких йшло переселення. Такі сім"ї як Підгорний, Харченко, Коваленко, Палій, Проценко, Кудлач, Ребець, Лещенко, Черниш, Сміюха ймовірно завезені з Полтавщини.
Ці дуже працьовиті люди і заснували Сергіївку, яке більше століття уявляло собою одну велику сім'ю. Жили дружно, ділили між собою радості та біди. Весілля, проводи в армію, інші свята відзначали усім селом.
У 1905  мешканці Сергіївки Григорий Андреевич Поплавский (1882—1932) та вчитель Іван Якубович були активними членами Селянської Спілки у відстоюванні прав селян за краще економічне становище.
у 1861 році у селі налічувалось 50 хат, у яких проживало 139 чоловік та 135 жінок.
У 1887 році у володінні селян-власників села Сергіївка перебувало 717 десятин землі, а також 378 десятин пустирів.

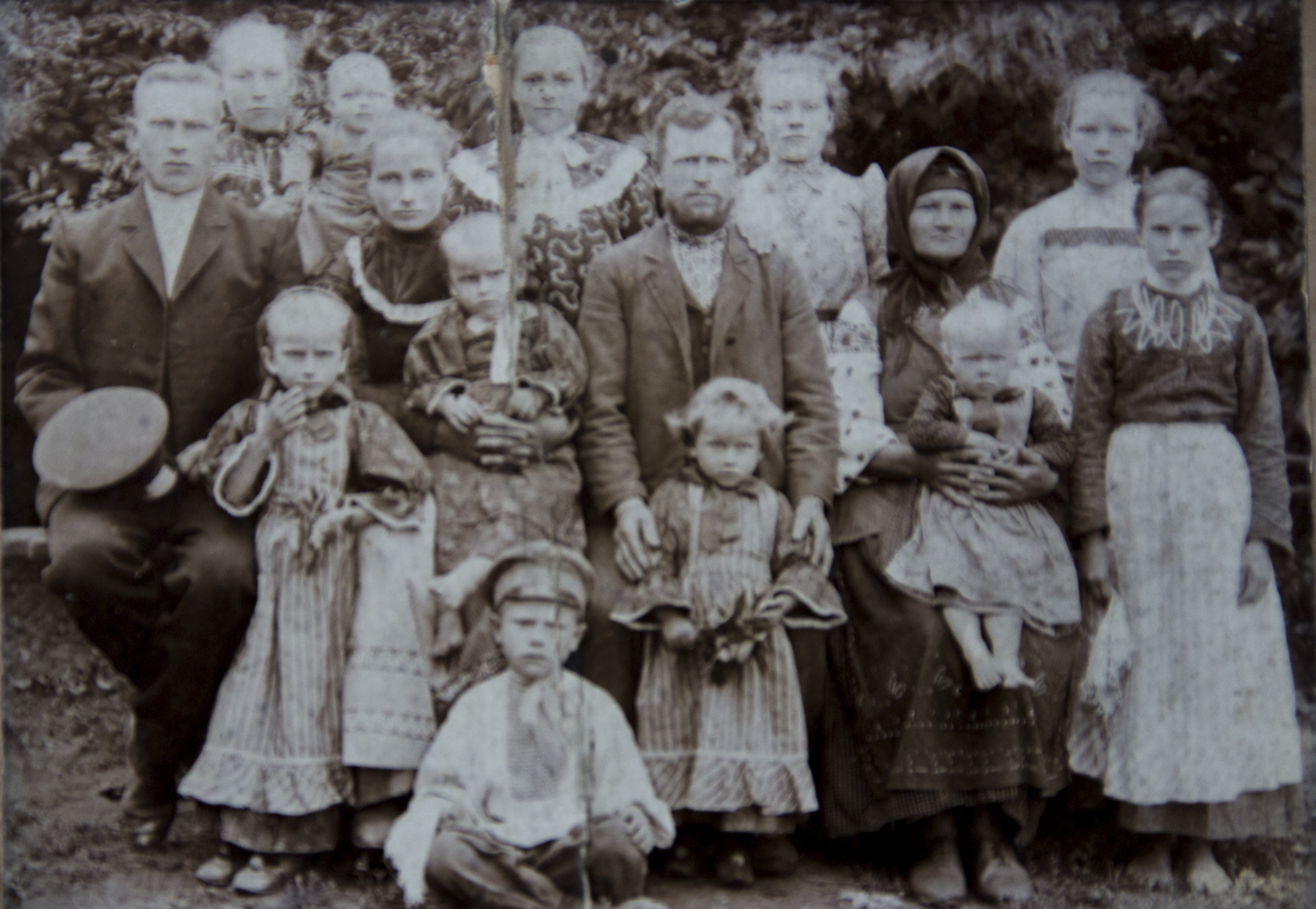
Село Сергіївка (1909). Сім'ї Кирила та Семена Стовповських. З особистого архіву Івана Тихоновича Стовповського

У 1897 році у селі проживало 286 чоловіків та 298 жінок.

### Радянська доба
У 1925 році до Сергіївської сільради відносилися с. Серегівка (155 дворів, 793 мешканців (373 человіка та 420 жінок), 1526 десятин землі) та хутір Вишневий (30 дворів, 148 мешканців (74 человіка та 74 жінки), 276 десятин землі).
У 1920-х роках землю виділяли на їдока: чим більш дітей, тим більш землі. Сергіївську сільську раду очолював Підгорний Кирило Микитович. Спочатку організовували ТСОЗи (скорочено СОЗ), а потім — колгосп «Добробут», землі близько 3000 га. Техніки не було, лише коні та воли. В селі провели електричне світло, телефон, радіо.
У 1930-х роках радянським режимом були репресовані заможні сергіяни, серед таких — Проценко Артем Володимирович, Усенко Данило Васильович, Буштрук Микита Харитонович.
28 грудня 1932 у Сергіївці пройшло засідання комісії по чистці членів та кандидатів в члени ВКП(б) під головуванням Яна Томашуна
Німецько-фашистські війська тимчасово окупували село у серпні 1941 року, за час окупації німецькі солдати поспилювали електричні та радіофікаційні стовпи на дрова, залишився тільки дріт. Німці та поліцаї панували в селі: забирали худобу, курей, молоко, цькували на дітей собак (вівчарок). Школа була закрита. Учитель, Буштрук Юхим Климович, пішов на фронт влітку 1941 року.
Проти ночі з 28 на 29 листопада 1943 року чотири установки «Катюш», які були розташовані в районі кладовища села Дніпрельстан, здійснили артобстріл Сергіївки в місцях розташування німецьких військ. Після цього село було звільнене.
У 1944 році школа була відбудована, в одній кімнаті навчались діти із різницею у віці в 4 — 5 років.
Учасники німецько-радянської війни, які загинули: Підгорний Григорій Пилипович, Підгорний ЯкІв Іванович (1924 р. н.), Підгорний Никифор Васильович (1909 р. н.), Харченко Максим Макарович (1908 р. н.), Буштрук Микола Григорович (1924 р. н.), Буштрук Іван Петрович (1903 р. н.), Буштрук Григорій Климович (1901 р. н.), Буштрук Сергій Кузьмович (1915 р. н.), Проценко Федір Панасович (1926 р. н.) тощо.
Післявоєнні роки були тяжкими, люди голодували. У 1947 році пухнули від голоду. Селяни їли лободу, товкли курай і пекли з цього «борошна» «млинці»; не гидували ніякою живністю — задля виживання їли й ховрахів.

Схема домогосподарств Сергіївки (станом на 1946 рік і пізніше (під мапами) складена уродженцем села Анатолієм Терентійовичем Поплавським

У 1952 році колгосп «Добробут» об'єднали з Дніпрельстаном та створили колгосп ім. Кірова, де вже були машини ЗИС-5 та ГАЗ-51, три трактори, Шофери — Коваленко, Стовповський П. К., Черниш П. А. Колгосп Кірова був передовий в районі, контора знаходилася в будинку Тихона Стовповського, у кутку висів прапор. Голова колгоспу — Тугайбей Микола Савелійович. Працювали дві рільничі бригади, (бригадири — Поплавський Терентій Федорович та Поплавський Костянтин Федорович), будівельна. (бригадир Стовповський Тихон Семенович) та кормозаготівельна. Бригади та ланки змагалися між собою. Передові ланкові — Семесенко Феня Сидорівна, Кисла Марія Юхимівна. У 1956 році за рішенням загальних зборів трудівників, господарство було приєднано до іншого колгоспу — «Заповіт Леніна». В ньому працювали також жителі Дніпрельстану, Червогокам'яного, Кам'яного (Нового Світу), Новоселівки. Цим господарством керували Носков Федір Максимович. Д. Г. Гречко, П. Д. Говоруха, Г. І. Романченко, Д. О. Сокуренко, Ф. Ф. Тупицький, М. С. Риков, І. Г. Лисенко, М. Д. Майстренко, М. Г. Магомедов, С. В. Ярошенко, В. І. Бондар, А. О. Радчук, Г. Б. Амірханян. Збудували клуб, контору, ферми, механізовані токи. Селяни почали отримувати замість трудоднів гроші.
У 1960 році за кожен місяць колгосп утримував із заробітку селянина 33 %, а наприкінці року за умови виконання плану заготівок ці 33 % повертались колгоспникам.
Сергіївчани протягом 3-4-5 поколінь від засновників села не підвели своїх дідів, вони чесно працювали у всіх галузях народного господарства, служили у Збройних Силах, здобували освіту у вищих навчальних закладах:
- пілоти — полковник Коваленко Павло Ісакович, Палій Олександр Іванович, Поплавський Юрій Олександрович, гірничі інженери — Підгорний Олександр Никифорович, Лисенко Олександр Єгорович, Черниш Григорій Іванович, науковець Будник Олександр Григорович, інженери-будівельники Палій Галина Гавриловна, Палій Василь Гаврилович, медичні працівники — Ребець Людмила Михайлівна, Стовповська Катерина Тихонівна, Кудлач Аліна Михайлівна, інженер-механік — Буштрук Віктор Кирилович;
- економіст — Буштрук Галина Семенівна;
- інженери-електрики — Стовповський Григорій Тихонович, Буштрук Валентин Ничіпорович;
- вчителі — Підгорний Василь Сафронович, Буштрук Валентина Нестерівна, Корж Ніна Євстратівна. Ребець Галина Дмитрівна, Буштрук Юхим Климович, Ребець Тіна Митрофанівна, Костогриз Любов Платонівна, Стовповська Надія Вакулівна, Заруденська Раїса Йосипівна, Поплавська Катерина Федорівна, Сабодаш Григорій Якович. Сабодаш Марія Самійлійвна тощо.

## Населення

### Мова
Розподіл населення за рідною мовою за даними перепису 2001 року:
| Мова                | Відсоток |
| ------------------- | -------- |
| українська          | 88,7 %   |
| російська           | 8,5 %    |
| вірменська          | 2,1 %    |
| інші/не визначилися | 0,7 %    |

## Відома особа
- Семесенко Пантелій Іванович. (1894—1921) — отаман, визначний ватажок Перших Визвольних змагань, оперував в Катеринославській губернії. Похований на цвинтарі в селі Сергіївка[12].